# Connie Ferguson
Connie Ferguson (nhũ danh Masilo) là một nữ diễn viên, nhà sản xuất phim và là một nữ doanh nhân sinh ra ở lobatse, Botswana. Năm 1994, cô lên truyền hình trong phim opera xà phòng Generations nổi tiếng nhất Nam Phi.
Vào tháng 10 năm 2014, cô đã đồng ý tiếp tục vai diễn Karabo sau ba năm vắng bóng khỏi phim Generations. Connie Ferguson và chồng của cô, Aaron "Shona" Ferguson, là cặp vợ chồng đằng sau đế chế truyền hình địa phương, các bộ phim của Ferguson, ra mắt vào năm 2010. Không chỉ là cặp đôi được yêu thích sản xuất các bộ phim, mà họ còn có những kĩ năng diễn xuất. Nữ diễn viên kiêm nhà sản xuất người Nam Phi nổi tiếng Connie Ferguson, đã được thể hiện với tư cách là ngôi sao trang bìa của tạp chí Forbes Woman Africa số kỷ niệm 5 năm. Tạp chí vinh danh những người tiên phong trong ngành và kỷ niệm 5 năm thành lập, phản ánh về cuộc đời của Connie Ferguson trong số ra tháng 9.

## Tuổi thơ
Mặc dù lớn lên ở Nam Phi, Connie Ferguson sinh ngày 10 tháng 6 năm 1970 tại Lobatse, Botswana. Connie là con gái của Fish Masilo và Margaret Masilo. Mẹ cô Margaret mất năm 2013. Trong một chương trình kỷ niệm được đưa lên phương tiện truyền thông xã hội nhân kỷ niệm ngày mất của mẹ cô, Connie giải thích rằng đó là một ngày đặc biệt khó khăn khi cô nhớ mẹ mình. Trong nỗi buồn và đau buồn, Connie nói rằng cô đã tìm thấy niềm an ủi khi mẹ cô đã luôn cổ vũ và yêu thương cô.

## Sự nghiệp
Connie trở thành một nữ diễn viên trong Generations (1994), và cũng đóng vai chính trong Live With The Ferguson Family (2001), Madiba (2004-). Trong những ngày đầu của sự nghiệp, cô muốn hát với nghệ sĩ Nam Phi Abigail Kubeka và nghệ sĩ người Nigeria Kolé Wajee trong Gauteng, đây không phải là lần mới nhất trong sự nghiệp của cô với diễn xuất Queen of Bling (sê-ri 2005). Connie Masilo Ferguson, đã bắt đầu với một loạt vai, cô được vào vai Dr Masi trong Love By Many Way's (2003) và một lần nữa kiếm được 2,1 triệu rands.